# Виполже
Виполже (словен. Vipolže) — поселення в общині Брда, Регіон Горишка, Словенія. Висота над рівнем моря: 126,7 м.